# Mariä Heimsuchung (Hohenpolding)

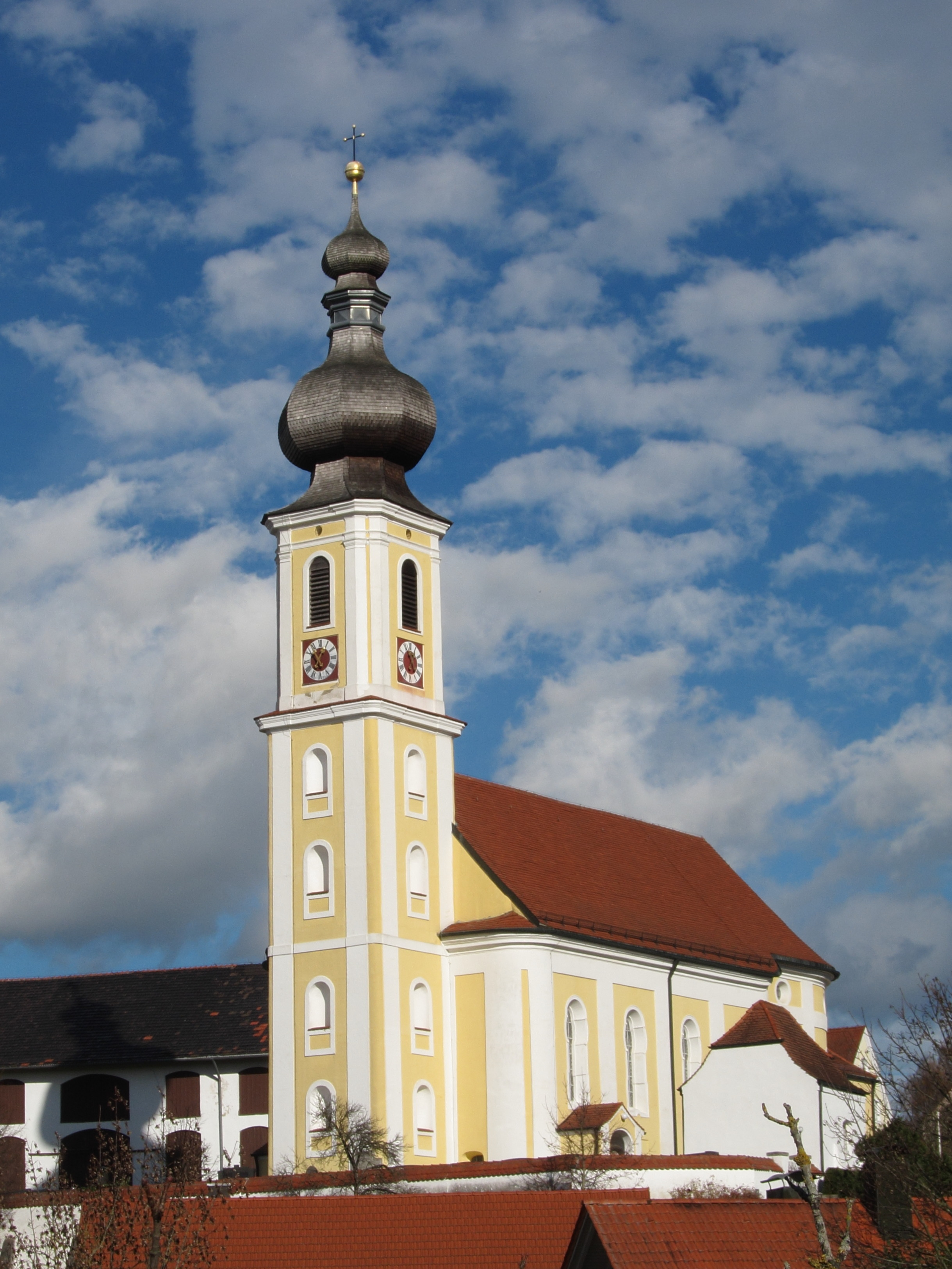
Mariä Heimsuchung in Hohenpolding

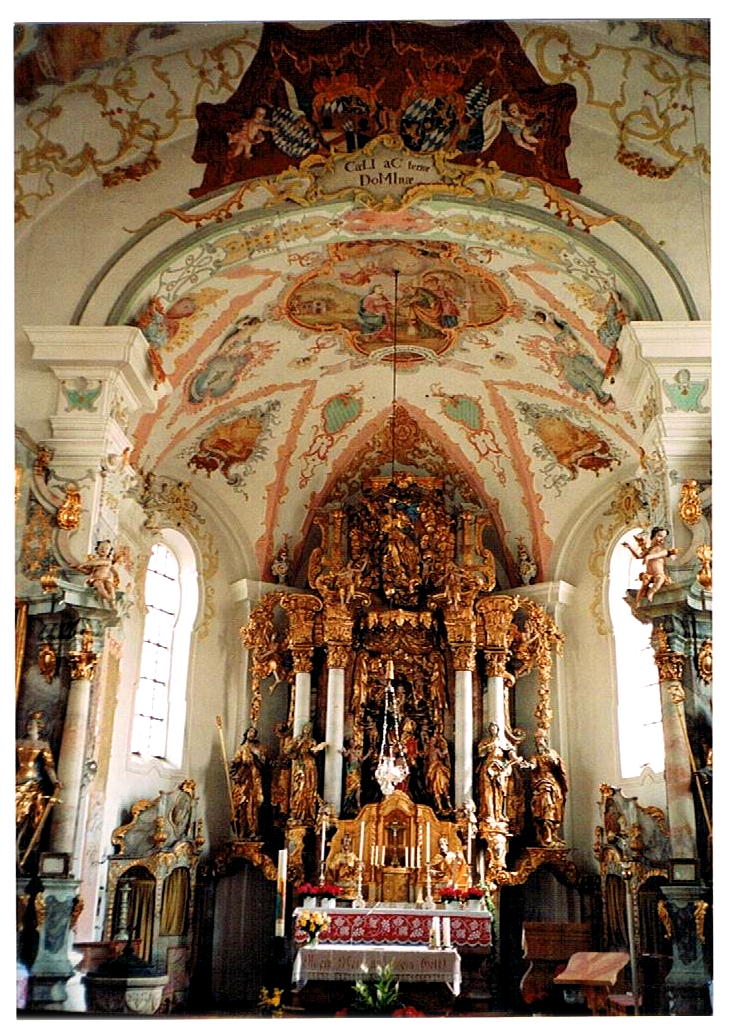
Hochaltar

Die römisch-katholische Pfarrkirche Mariä Heimsuchung steht in Hohenpolding, einer Gemeinde im oberbayerischen Landkreis Erding. Das Bauwerk ist in der Liste der Baudenkmäler in Hohenpolding als Baudenkmal unter der Nr. D-1-77-121-1 eingetragen. Die Kirche gehört zum Dekanat Erding im Erzbistum München und Freising.

## Beschreibung
Die barocke Saalkirche wurde 1750/51 nach einem Entwurf von Johann Baptist Lethner anstelle einer ehemaligen Wallfahrtskirche erbaut. Sie besteht aus dem Langhaus, dem eingezogenen, halbrund geschlossenen Chor im Osten, der Sakristei im Osten des Chors und dem Kirchturm im Westen. Das oberste, mit Pilastern an den Ecken gegliederte Geschoss des von einer Welschen Haube bedeckten Turms enthält die Turmuhr und den Glockenstuhl mit vier Kirchenglocken.
Über dem Chorbogen befindet sich das Wappen von Johann Theodor von Bayern. Die reichhaltige Kirchenausstattung aus der Erbauungszeit wurde durch die ehemalige Wallfahrt ermöglicht. Der Hochaltar mit den vier Säulen ist mit üppigem Schnitzwerk versehen. Vor den Säulen stehen die Statuen der heiligen Anna und Elisabet. Die 1888 gebaute Orgel wurde 1935 von Leopold Nenninger umgebaut.